# Calixto Méndez Mendoza
Calixto Méndez Mendoza, conegut futbolísticament com a Calixto, (Las Palmas de Gran Canaria, 10 de desembre de 1937 - Huelva, 8 de febrer de 2015) fou un futbolista canari de la dècada de 1960.

## Trajectòria
Es formà a diversos clubs de Las Palmas, com el CD Pilar, l'Atletico Arenal, el CD Porteño, i el Racing Club (1957-59). La següent temporada feu el servei militar a Ceuta i jugà a l'equip UD Riffien-Haddú, de tercera divisió, filial del Club Atlético Ceuta. Retornà a la seva ciutat natal per jugar dues temporades a la UD Las Palmas a segona. El 1962 fitxa pel CD Málaga a primera divisió, amb el qual perd la categoria.
L'any 1964 fitxa per l'Espnayol, però acaba cedit al CE Europa a segona divisió. Les següents temporades juga al Llevant UE i Recreativo de Huelva, també a segona, i el 1968 marxa als Estats Units per jugar a la NASL, als Baltimore Bays. Finalitzà la seva trajectòria a l'Algeciras CF.